# Harry Reynolds (Radsportler, 1874)
Harry Reynolds (* 14. Dezember 1874 in Balbriggan; † 16. Juli 1940 ebenda) war ein irischer Bahnradsportler und Weltmeister.
Im Alter von 18 Jahren begann Harry Reynolds mit dem Radsport. Laut Anekdoten trainierte er, indem er mit der Dampfeisenbahn von Balbriggan nach Skerries um die Wette fuhr, und einmal soll er auf einem Rad mit starrem Gang rückwärts den Berg hoch ein Rennen gewonnen haben. 1895 wurde „The Balbriggan Flyer“, wie er genannt wurde, zweifacher irischer Meister, über fünf und über 50 Meilen. 1896 wurde er in Ordrup bei Kopenhagen Weltmeister im Sprint der Amateure. Im Jahr darauf belegte er bei den Bahn-Weltmeisterschaften in Glasgow Platz drei.
Reynolds war der erste irische Radsport-Weltmeister der Geschichte. Es dauerte anschließend 117 Jahre, bis ein zweiter Ire, Martyn Irvine, die zweite Bahnrad-Goldmedaille gewann. Bei der Siegerehrung, die durch den dänischen König Christian IX. vorgenommen wurde, kam es zu einem Eklat, weil die Gastgeber den britischen „Union Jack“ hissten und die britische Nationalhymne „God Save the Queen“ spielten. Erst nach einem wütenden Protest Reynolds‘, dass er Ire sei, wurde eine grüne Fahne hochgezogen und ein irisches Lied gespielt. Als er mit dem Schiff in Irland erwartet wurde, kamen rund 150 000 Menschen, um Reynolds zu begrüßen, der sich jedoch nicht auf diesem Schiff befand. Als er wenige Tage später eintraf, brach der gesamte Verkehr zusammen, weil die Straßen von Menschen bevölkert waren, um ihm zuzujubeln.
Später wurde Harry Reynolds Profi und fuhr Rennen in ganz Europa, USA, Australien und Neuseeland. 1907 startete er gemeinsam mit Engländer Jimmy S. Benyon beim Sechstagerennen in New York. Bei der Ablösung stürzten beide schwer, so dass sie das Rennen aufgeben mussten.
Seine Weltmeisterschafts-Medaille gab Reynolds einem Freund in Balbriggan zu treuen Händen. 1920 wurde der Ort während des Irischen Unabhängigkeitskriegs von den englandtreuen Black and Tans, einer paramilitärischen Gruppe, niedergebrannt (bekannt als Sack of Balbriggan), und die Medaille ging verloren.
Jährlich wird in Balbriggan das Harry Reynolds Memorial ausgetragen. An seinem Elternhaus ist eine Gedächtnisplakette angebracht, und eine Straße ist nach ihm benannt. Auch sein jüngerer Bruder Bob Reynolds war als Sportler erfolgreich, gewann mehrere irische Meistertitel im Radsport und bestritt als Torhüter ein Länderspiel für die irische Fußballnationalmannschaft.